# Metro (franchise)
Pour les articles homonymes, voir Metro.
Metro (russe : Метро) est une franchise composée de livres et de jeux vidéo, qui a débuté avec la sortie en 2005 de Métro 2033, écrit par Dmitri Gloukhovski. Commencé en Russie, cet univers obtient une grande popularité en Pologne, Roumanie, Ukraine, et Allemagne. Le studio ukrainien 4A Games a développé trois jeux vidéos dans cet univers: Metro 2033 (2010), Metro: Last Light (2013) et Metro Exodus (2019).
Toutes les histoires de Metro partagent le même cadre: l'univers fictionnel du roman d'origine de Glukhovsky. Si celui-ci décrivait seulement au départ sa propre vision d'un Moscou post-apocalyptique, les livres de l'univers étendu prennent place dans des endroits très variés en Russie. Parmi ceux-ci: Moscou, St. Pétersbourg, l'Oblast de Léningrad, Nijni Novgorod, l'Oblast de Tver, l'Oblast de Moscou, la Péninsule de Kola, Rostov-sur-le-Don, Samara, Novossibirsk, Iekaterinbourg, et l'Oblast de Kaliningrad. Certains des livres se déroulent dans d'autres pays, tels que l'Ukraine, la Biélorussie, le Royaume-Uni, l'Italie, la Pologne, la France et l'Antarctique.

## Autres romans
L'univers de Metro 2033 ( russe : Вселенная Метро 2033   ) est une série de nouvelles, de romans courts et de romans, couvrant une variété de genres allant de l'action post-apocalyptique à la romance, écrite par plusieurs auteurs différents. Bien qu'elles aient été écrites par diverses personnes, les histoires de la série étendue Metro sont toutes soutenues par Dmitry Glukhovsky et promues sur le site Web officiel de Metro.
| Auteur                               | Titre                                                | Lieux | Date de publication |
| ------------------------------------ | ---------------------------------------------------- | --- | ------------------- |
| Vladimir Berezin                     | Road Signs                                           | Moscou, Saint Pétersbourg, Oblast de Léningrad, Oblast de Tver, Oblast de Moscou | Décembre 2009       |
| Sergey Antonov                       | Dark Tunnels                                         | Moscou | Janvier 2010        |
| Shimun Vrochek                       | Piter                                                | Saint Pétersbourg, Oblast de Léningrad | Février 2010        |
| Sergey Kuznetsov                     | Marmoreal Paradise                                   | Moscou , Oblast de Moscou | Mai 2010            |
| Suren Tsormudian                     | The Wanderer                                         | Moscou | Mai 2010            |
| Andrey Dyakov                        | Vers la Lumière (Towards the Light)                  | Saint Pétersbourg, Oblast de Léningrad | Juin 2010           |
| Andrey Erpylev                       | The Yield by Force                                   | Moscou | Juillet 2010        |
| Sergey Kuznetsov                     | The Marble Paradise                                  | Oblast de Moscou , Moscou | Aout 2010           |
| Suren Tsormudian                     | The Wanderer                                         | Moscou | Septembre 2010      |
| Andrey Butorin                       | The North                                            | Péninsule de Kola, Mourmansk | Octobre 2010        |
| Sergey Antonov                       | In the Interests of the Revolution                   | Moscou | Novembre 2010       |
| Alexandr Shakilov                    | The War of Moles                                     | Kiev | Décembre 2010       |
| Ruslan Melnikov                      | Murancha                                             | Rostov-sur-le-Don | Janvier 2011        |
| Sergey Paliy                         | The Nameless                                         | Samara | Février 2011        |
| Sergey Moskvin                       | To See the Sun                                       | Novossibirsk | Mars 2011           |
| Andrey Grebenschikov                 | Beneath the Hell                                     | Iekaterinburg | Avril 2011          |
| Anna Kalinkina                       | Ghost Station                                        | Moscou | Juin 2011           |
| Andrey Dyakov                        | Vers les ténèbres (Into the Darkness)                | Oblast de Léningrad, Saint-Pétersbourg | Juin 2011           |
| Sergey Zaytsev                       | Corpsmen                                             | Moscou | Aout 2011           |
| Grant McMaster                       | Britannia                                            | Glasgow, Écosse, Angleterre, Carlisle, York, Conisbrough, Doncaster, Sheffield, Chesterfield, Leicester, Londres | Septembre 2011      |
| Igor Vardunas                        | Ice Prison                                           | Mer Baltique, La Manche, Océan Atlantique, Afrique, Antarctique | Octobre 2011        |
| Andrey Butorin                       | The Siege of the Paradise                            | Péninsule de Kola, Poliarnye Zori | Novembre 2011       |
| Residents of Metro 2033 website      | The Last Refuge                                      | Moscou, Saint-Pétersbourg, Oblast de Moscou, Novossibirsk, Iekaterinburg, Nijni Novgorod, Krasnodar, Biisk, Sotchi | Décembre 2011       |
| Sergey Antonov                       | Unburied                                             | Moscou | Janvier 2012        |
| Andrey Chernetsov, Valentin Lezhenda | Blinding Emptiness                                   | Moscou, Kharkiv | Janvier 2012        |
| Tullio Avoledo                       | Le radici del cielo ("Roots of Heaven")              | Rome, Latium, Torrita Tiberina, Ombria, Marches, Urbino, Émilie-Romagne, Rimini, Santarcangelo di Romagna, Ravenne, Vénétie, Venise                                                                                                  | Mars 2012           |
| Anna Kalinkina                       | The Kingdom of Rats                                  | Moscou | Mars 2012           |
| Zahar Petrov                         | MUOS (MDFA)                                          | Minsk | Mai 2012            |
| Suren Tsormudyan                     | Ancestral Heritage                                   | Kaliningrad | Juillet 2012        |
| Denis Shabalov                       | The Right to Force                                   | Serdobsk | Aout 2012           |
| Timothy Kalashnikov                  | Wrong Side of the World                              | Moscou | Septembre 2012      |
| Sergey Moskvin                       | Hunger                                               | Nouvelle-Zemble | Octobre 2012        |
| Irina Baranova, Constantine Benev    | Witness                                              | Saint-Pétersbourg | Novembre 2012       |
| Andrey Butorin                       | The Daughter of the Heavenly Spirit                  | Péninsule de Kola, Murmansk | Décembre 2012       |
| Andrey Dyakov                        | Beyond the Horizon                                   | Saint-Pétersbourg, Vologda, Tcherepovets, Oblast de Iaroslavl, Rybinsk, Iaroslavl, Oblast d'Ivanovo , Tatarstan, Kazan, Bachkirie, Beloretsk, Mont Iamantaou, Oblast d'Orenbourg, Daghestan, Kaspiisk, Kraï du Primorié, Vladivostok | Janvier 2013        |
| Denis Shabolov                       | Right to Life                                        | Serdobsk, Oblast de Penza , Mordovie, Tatarstan, République des Maris, République des Komis, Oblast de Kirov | Mars 2013           |
| Sergei Antonov                       | Rublyovka                                            | Moscou | Juin 2013           |
| Olga Shvetsova                       | The One Standing at the Door                         | Moscou | Juillet 2013        |
|                                      |                                                      | |                     |
| Nikita Averin                        | Crimea                                               | Crimée | Octobre 2013        |
| Ruslan Melnikov                      | From the Depths                                      | Moscou | Septembre 2013      |
| Dmitri Yermakov                      | Blindmen                                             | Nouvel Athos, Abkhazie , Géorgie (pays) | Novembre 2013       |
| 12 auteurs polonais différents       | W blasky ognia (In the Firelight)                    | Moscou, Łódź | Janvier 2014        |
| Andrei Grebenshchikov                | Sisters of Sorrow                                    | Iekaterinbourg | Mars 2014           |
| Tullio Avoledo                       | La crociata dei bambini ("The Children's Crusade")   | Milan | Mars 2014           |
| Andrey Butorin                       | Mutant                                               | Vologda | Avril 2014          |
| Dmitry Manasypov                     | The Road of Steel and Hope                           | | Mai 2014            |
| Anna Kalinkina                       | The Host of the Yauza                                | Moscou | Juin 2014           |
| Victor Lebedev                       | Born to Crawl                                        | Moscou | Juillet 2014        |
| Paweł Majka                          | Dzielnica obiecana ("The Promised District")         | Nowa Huta, Cracovie, Pologne | Aout 2014           |
| Nikita Averin                        | Crimée-2                                             | Crimée | Septembre 2014      |
| Sergei Antonov                       | Rublyovka-2                                          | Moscou | Aout 2014           |
| Olga Shvetsova                       | Nobody                                               | Moscou | Décembre 2014       |
| 8 auteurs polonais différents        | Szepty zgładzonych (Whispers of the Fallen)          | Kiev, Moscou, Varsovie, Pologne, Slovaquie, Hongrie | Avril 2015          |
| Robert J. Szmidt                     | Otchłań (Abyss)                                      | Wrocław | Aout 2015           |
| Nikita Averin                        | Crimée-3                                             | Crimée | Juillet 2015        |
| Sergey Semyonov                      | Aliens eyes                                          | Nijni Novgorod | Décembre 2015       |
| Dmitry Manasypov                     | Towards the Distant Blue Sea                         | | Février 2016        |
| 14 auteurs polonais différents       | Echo zgasłego świata (Echo of an Extinguished World) | Pologne, Moscou, Stockholm, Grotte Dunmore | Mars 2016           |
| Robert J. Szmidt                     | Wieża (Tower)                                        | Wrocław | Mai 2016            |
| Paweł Majka                          | Człowiek obiecany (The Promised Man)                 | Cracovie | Novembre 2016       |
| Olga Shvetsova                       | Guardian Demon                                       | Moscou | Février 2017        |
| Artur Chmielewski                    | Achromatopsja (Achromatopsia)                        | Varsovie | Mars 2017           |
| Denis Shabalov                       | Право на месть (The Right to Revenge)                | Serdobsk , Penza | Juin 2017           |
| 12 auteurs polonais différents       | W ruinie (In Ruins)                                  | Pologne , Chicago | Juillet 2017        |
| Sergei Antonov                       | Rublyovka-3                                          | Moscou | Aout 2017           |
| Dmitry Manasypov                     | Beyond the Ice Clouds                                | | Avril 2018          |
| Pierre Bordage                       | Rive Gauche (Left Bank)                              | Paris | Mai 2020            |
| Pierre Bordage                       | Rive Droite (Right Bank)                             | Paris | Mars 2021           |
| Pierre Bordage                       | Cité                                                 | Paris | Avril 2022          |

## Traductions
La plupart des œuvres écrites de la série ont été initialement publiées en Russie. Certains livres de l'univers de Metro 2033, notamment Piter, Vers la Lumière et Vers les Ténèbres, ont été traduits dans plusieurs langues européennes, comme l'allemand, le polonais, le français et le suédois. Avant 2014 et les jeux vidéo Metro 2033 et Metro : Last Light, aucun livre de la série n'est sorti dans un pays où l'anglais est la langue dominante.

## Autres médias

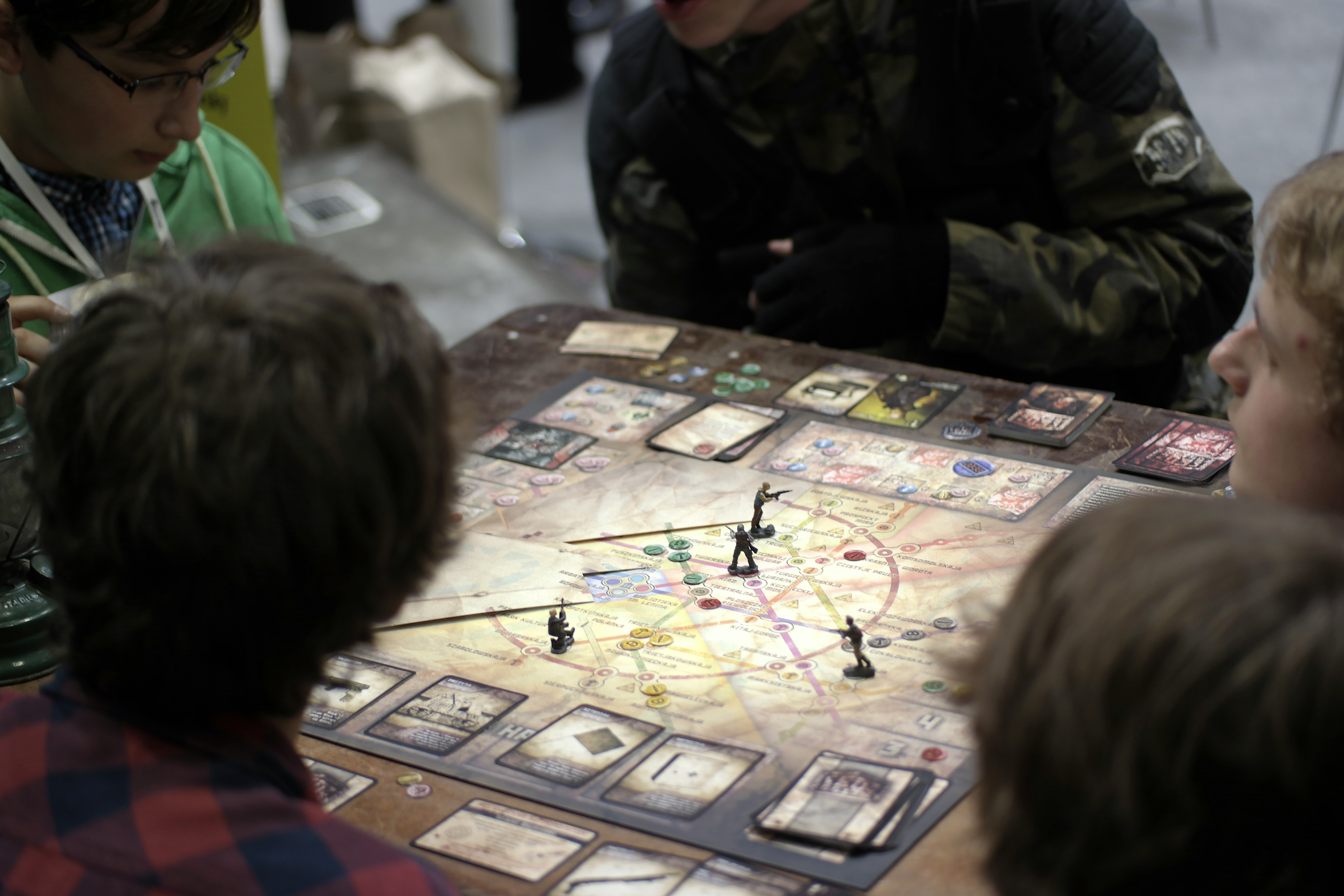
Le jeu de société "Metro 2033"

Un roman graphique intitulé Metro 2033: Britannia Comic Prologue, inspiré du prologue du roman Metro 2033 Britannia, est publié en 2012. L'histoire est écrite par Grant McMaster, l'auteur du roman et illustrée par Benedict Hollis. Il est disponible en téléchargement gratuit et contrairement aux romans, il est en anglais plutôt qu'en russe.
Le jeu de société Metro 2033, basé sur le roman original, sort en 2011. Il est conçu par Sergei Golubkin et publié par Hobby World. 
La série Metro devait également être développée en films par Michael De Luca et Solipsist Films, mais l'accord a été annulé par Glukhovsky en raison de sa désapprobation de leur américanisation de son travail. Le nouveau et unique projet d'adaptation cinématographique russe Metro 2033 a été annoncé en 2019 pour une sortie prévue en 2022.